# Walter Lübcke
Walter Lübcke, né le 22 août 1953 à Bad Wildungen et mort assassiné le 2 juin 2019 à Wolfhagen, est un homme politique allemand.
Membre du parti conservateur chrétien allemand, la CDU, il est président du district de Cassel. Il prend position en faveur des réfugiés et contre le mouvement nationaliste PEGIDA.
Il est assassiné devant son domicile par un tir à la tête. Le suspect, Stephan Ernst, évoluant dans la sphère néo-nazie, reconnaît le meurtre lors de sa garde à vue.

## Situation personnelle
Walter Lübcke a suivi une formation professionnelle dans la banque. Il a ensuite effectué huit ans de service militaire et une formation en développement de carrière pour spécialiste des ressources humaines.
Il a travaillé comme attaché de presse et les relations publiques chez documenta 7 et a étudié l’économie à l’Université de Cassel, principalement en ressources humaines et en économie du travail.
Parallèlement à son travail de conférencier indépendant sur les questions de politique économique en 1991, il a effectué un doctorat intitulé : « Les premières tentatives de planification économique en Union soviétique: 1924-1928; Le socialisme entre utopie et pragmatisme ». Plus tard, il a travaillé comme chef d’étude dans le domaine de la formation professionnelle et politique et comme directeur du centre de formation pour la jeunesse Haus Mühlberg à Ohrdruf en Thuringe.
Avec sa femme, il mène une activité secondaire agricole à Wolfhagen. En 2009, il confie l'entreprise à ses deux fils et à un neveu, qui l'ont transformée en une entreprise d'énergie solaire.

## Parcours politique
À partir de 1986, Walter Lübcke est adhérent du parti conservateur allemand la CDU. Il est premier adjoint de la section municipale de la CDU à Wolfhagen de 1987 à 2009, puis président de la section de son parti pour la ville-arrondissement de Cassel de 1994 à 2009 et premier adjoint du district de la CDU à Kurhessen-Waldeck de 1997 à 2009. De 1989 à 2009, il est membre du conseil municipal de Wolfhagen. De 1997 à 2006, il est conseiller municipal adjoint.
Il est député au Parlement de Hesse de 1999 à 2009. Il y est le porte-parole du groupe pour la politique des transports. À partir d'avril 2003, il est vice-président du sous-comité des expatriés, des rapatriés, des réfugiés et des réparations, membre de la commission des affaires économiques et des transports, du comité de la politique culturelle, du conseil de direction du centre pour l'éducation politique de Hesse, du Curatorium d'État pour la formation continue à Hesse et du comité de direction du théâtre national de Cassel.
Lors des Élections régionales de 2009 en Hesse, Walter Lübcke est battu par son concurrent social-démocrate du SPD et sort donc du Parlement régional. En mai 2009, le ministre du Land de Hesse de l'Intérieur et des Sports, Volker Bouffier le nomme président du district de Cassel.
En plus de ses activités politiques, Walter Lübcke a fait partie du conseil d'administration de l'Agence d'État pour l'éducation politique à Wiesbaden, du comité administratif du théâtre national de Cassel et du conseil consultatif de l'aéroport de Cassel.
Il fait très tôt la promotion des énergies renouvelables et des parcs éoliens dans les zones rurales.
Dans le cadre de ses fonctions, Walter Lübcke a plaidé pour l'expansion de l'aéroport, des autoroutes et des voies ferrées. À la demande de Volker Bouffier, devenu entre-temps Ministre-président de Hesse, il accepte de rester en fonction six mois au-delà de la limite d'âge. Quelques jours avant son assassinat, il fêtait sa dixième année en tant que préfet de Cassel. Il était considéré comme ouvert, communicatif et proche des gens.

## Campagnes de haine et menaces de mort
Plusieurs années avant que Walter Lübcke ne soit connu dans tout le pays, le groupe terroriste Nationalsozialistischer Untergrund (NSU) l'a inscrit sur une liste noire que le groupe considère comme des ennemis et contenant environ 10 000 noms. La liste a été dressée entre avril 2006 (assassinat de Halit Yozgat à Cassel par la NSU) et novembre 2011. 
En tant que préfet de Cassel, Walter Lübcke soutient les positions d'Angela Merkel sur l'accueil des réfugiés en Allemagne ; il reçoit alors des menaces de mort de groupes d'extrême droite.
Le 14 octobre 2015, lors d'une assemblée publique à Lohfelden, Walter Lübcke annonce la création du premier lieu d'accueil du Land de Hesse dans le village. Selon des témoins oculaires et des recherches, des adeptes de KAGIDA, émanation locale du mouvement PEGIDA à Cassel, se seraient infiltrés dans le hall pour perturber la réunion et invectiver le préfet, l'obligeant à s'interrompre. Walter Lübcke a alors répondu : « Cela vaut la peine de vivre dans notre pays. Et donc il y a des valeurs qu'il faut défendre, et ceux qui ne défendent pas ces valeurs peuvent quitter ce pays à tout moment s'ils ne sont pas d'accord. C'est la liberté de chaque Allemand. »
Immédiatement après cet événement, les partisans de KAGIDA ont diffusé une courte vidéo avec la réponse de Walter Lübke via Facebook, qui omettait les insultes qui avaient précédé. Le lendemain, il avait reçu environ 350 courriels, dont plusieurs menaces de mort. 
Le lendemain, Walter Lübcke admet qu'il aurait dû préciser que sa réponse ne concernait pas toutes les personnes présentes mais uniquement les agitateurs présents dans l'auditoire. Il a souligné la grande volonté d'aider les réfugiés sur le terrain et rappelé les valeurs chrétiennes de responsabilité et d'aide pour les personnes dans le besoin :
« Je tenais à rappeler à ces gens le fait que dans ce pays, pour tous et pour tous ceux qui rejettent et méprisent à ce point ces valeurs et les conséquences de nos valeurs, il existe la liberté de les abandonner ; contrairement à ces pays d'où les gens fuient en Allemagne parce qu'ils n'y ont pas cette liberté. ».
Le même jour, le blog d'extrême droite Politically Incorrect (PI-News) a publié un court texte citant à tort Walter Lübcke: « Si cela ne vous convient pas, vous avez le droit et la possibilité de quitter le pays ». Le blog donnait l'adresse et le numéro de téléphone de Lübcke, des commentaires, y compris des appels à venir et l'annonce de la mort de Walter Lübcke (« Le Guignol de Cassel ne durera pas longtemps »). Ensuite, le blog a diffusé le clip vidéo avec la réponse de Walter Lübcke et la note « Classé comme traître (de) ». Parmi eux, des centaines de commentateurs allemands et non allemands ont publié des propos haineux et des appels au meurtre au cours des semaines suivantes. Ils ont qualifié Walter Lübcke de modèle de politiciens allemands désireux de mettre en œuvre de prétendus plans secrets des « mondialistes » et du « Nouvel ordre mondial » pour l'échange de résidents blancs par des musulmans fanatiques. En guise de preuve, une photographie montre Walter Lübcke en visite à la communauté juive de Cassel sous l'étoile de David. Le mouvement d'extrême droite « Nuremberg 2.0 Allemagne - Réseau Démocratique Résistance » a inscrit Walter Lübcke sur sa liste d'ennemis.
Le 16 octobre 2015, Patrick Hartmann, directeur général du SPD de Cassel, averti du danger de la vidéo: "Il est irresponsable de poster cette vidéo tronquée et de la présenter de manière incorrecte. Ceux qui en sont responsables jouent avec les peurs des gens".
Lors d'un rassemblement PEGIDA le 19 octobre 2015 à Dresde, son président Akif Pirinçci a commenté la déclaration de Walter Lübcke: « Le pouvoir en Allemagne semble avoir complètement abandonné la crainte et le respect de son peuple ». « Bien sûr il existe d'autres alternatives », mais « les camps de concentration sont malheureusement actuellement hors service ». Pour son discours, Pirinçci a par la suite été reconnu coupable d'incitation à la haine.
Au cours des années suivantes, le clip vidéo de la réponse de Walter Lübcke est diffusé à multiples reprises sur Internet, toujours accompagné d'appels à la violence et menaces de mort (« Vous devriez immédiatement mettre le gars au mur », « abattez ce bâtard sur le champ! »). Erika Steinbach, politicienne issue du parti conservateur CDU mais ayant rejoint le nouveau parti nationaliste Alternative für Deutschland, publie le clip en mai 2017 et le partage le 18 février 2019 avec ses 80 000 followers Twitter et ses 40 000 abonnés sur Facebook. Sur Twitter, elle déclamait: « Premièrement, les demandeurs d'asile doivent quitter la CDU avant de quitter leur pays d'origine! »

## Assassinat
Le 2 juin 2019, à 2h30 du matin, Walter Lübcke est retrouvé inanimé et dans une mare de sang sur la terrasse de son domicile, blessé par balle à la tête. Après des tentatives infructueuses de réanimation, le décès est constaté à 02h35. L'autopsie conclu à un tir de projectile d'une arme de petit calibre, tirée à bout portant.
Le 15 juin, un homme âgé de 45 ans, Stephan Ernst, est arrêté à la suite d'une analyse d'ADN et conduit en détention provisoire au centre pénitentiaire de Cassel. Il avoue l'assassinat de Walter Lübcke le 26 juin.  
Stephan Ernst avait été auparavant déjà condamné à sept reprises, notamment pour vol, agression, insulte et possession d'un objet non autorisé. En 1993, il avait attaqué un centre d’asile avec une bombe artisanale. Il avait été condamné à une peine de six ans d'emprisonnement pour tentative d'homicide involontaire, de coups de couteau et de « tentative d'explosion ». Le 1er mai 2009, il avait attaqué avec 400 néonazis un rassemblement de la Confédération allemande des syndicats à Dortmund avec des pierres, des poteaux en bois et des poings. À la suite de cela, il est condamné à une période de probation de sept mois. Il était un membre actif de la scène extrémiste de droite dans la région de Cassel, et considéré sur la scène nazie comme « très dangereux ». Jusqu'en 2004 au moins, il était membre de la section hessoise du parti ultranationaliste NPD.
L'assassinat de Lübcke, son contexte et ses conséquences font l'objet d'un vaste débat public en Allemagne concernant principalement les relations entre le parti conservateur allemand (CDU) et les mouvements populistes de droite, comme le parti Alternative für Deutschland (AfD), les attaques contre des hommes politiques dans les réseaux sociaux, et le rôle des autorités de sécurité allemandes.